# Ray Robson
Ray Robson, né le 25 octobre 1994 à Guam, est un joueur d'échecs américain. Il a obtenu la dernière norme de grand maître international en octobre 2009, deux semaines avant son quinzième anniversaire, le titre étant décerné officiellement par la Fédération internationale des échecs en 2010.

## Biographie
Les parents de Ray Robson sont Gary Robson, professeur à l'université de St. Petersburg (Floride), et Yeen-Chen, professeur de maternelle dans une Country Day School. Il a trois ans lorsque son père lui apprend à jouer aux échecs.
En août 2009, il prend la première place ex æquo de l'Arctic Chess Challenge de Tromsø, Norvège, obtenant sa première norme de grand maître.
À la fin de ce même mois, il réalise sa deuxième norme de GM en gagnant le 23e North American FIDE Invitational à Skokie, Illinois.
Il obtient sa troisième norme en octobre 2009 en remportant le championnat panaméricain junior à Montevideo, Uruguay.
Le titre lui est officiellement attribué début janvier 2010.
Ray Robson a participé à la coupe du monde d'échecs 2009 à Khanty-Mansiïsk et fut éliminé au premier tour par Baadur Jobava. En 2010, il participe au championnat du monde d'échecs par équipes, dispute deux parties comme remplaçant et reçoit la médaille d'argent par équipe. En 2011, il finit quatrième du championnat du monde junior et fut éliminé au premier tour de la Coupe du monde d'échecs 2011 par Étienne Bacrot. Lors de la Coupe du monde d'échecs 2013, il battit au premier tour Andriï Volokitine puis perdit au deuxième tour face à Vassili Ivantchouk.
En 2014, il finit deuxième du tournoi Millionaire Chess à Las Vegas. En 2015, il finit deuxième du championnat des États-Unis d'échecs à Saint-Louis et fut éliminé au premier tour de la Coupe du monde d'échecs 2015 par l'Ukrainien Youriï Vovk.
En 2019, il finit 34e du tournoi Grand suisse FIDE chess.com avec 6,5 points sur 11.
En 2023, il est battu par Fabiano Caruana en seizième de finale (quatrième tour) de la Coupe du monde d'échecs 2023.
| Année | Lieu            | Résultat           | Ultime adversaire  | Adversaires battus                |
| ----- | --------------- | ------------------ | ------------------ | --------------------------------- |
| 2009  | Khanty-Mansiïsk | premier tour       | Baadur Jobava      |                                   |
| 2011  | Khanty-Mansiïsk | premier tour       | Étienne Bacrot     |                                   |
| 2013  | Tromsø          | deuxième tour      | Vassili Ivantchouk | Andreï Volokitine                 |
| 2015  | Bakou           | premier tour       | Youriï Vovk        |                                   |
| 2023  | Bakou           | seizième de finale | Fabiano Caruana    | Alexandr Fier, Abdulla Gadimbayli |